# 城山城 (下総国)
城山城（しろやまじょう）は、千葉県千葉市若葉区大宮町にあった日本の城。

## 歴史
城山城の所在地は、かつて坂尾村と呼ばれ、千葉常重からこの地を賜った坂尾五郎治が開村したと伝えられている。城跡の中心は、五郎治が建立したと伝わる栄福寺から千葉東金道路を挟んで斜向かいの台地上に位置する。
築城者としては、城ノ腰城と同じく板倉筑後守であるとの伝承がある。板倉筑後守は、板倉重直と比定されているが、江戸時代の初期にこのような城を造らなければならなかった背景については疑問が投げかけられている。

## 構造
千葉東金道路から支川都川の方向へT字型に張り出す地形を巧みに利用して造られ、南側の直線的な連郭と、それに直角的に接する台地上の郭からなる。南東部に日枝神社があり、南側の階段から城跡に入ることができる。
台地は千葉東金道路で分断されており、その北側に「宿」の小字がある。この城か、隣接する栄福寺館の城下集落があったとの説もある。
支川都川沿いに点在する城ノ腰城、立堀城、平山城とともに機能的な関連を持っていた城とも推測されているが、それを裏付ける史料はない。

## アクセス
- 千葉駅から千葉中央バス「星久喜台経由大宮団地」行き「川戸」下車